# دراوایوانیی
دراوایوانیی (به مجاری:  Drávaiványi) یک منطقهٔ مسکونی در مجارستان است که در ناحیه شیه واقع شده‌است.